# Rodger Cuzner
Rodger Cuzner, né le 4 novembre 1955 à Glace Bay en Nouvelle-Écosse, est un diplomate et homme politique canadien.
Il est député à la Chambre des communes du Canada, représentant la circonscription néo-écossaise de Bras d'Or—Cape Breton sous la bannière du Parti libéral du Canada de 2000 à 2004 et de la circonscription de Cape Breton—Canso de 2004 à 2019.
Il est nommé sénateur canadien le 31 octobre 2023.

## Biographie
Né le 4 novembre 1955 à Glace Bay en Nouvelle-Écosse au Canada où il grandit, Rodger Trueman Cuzner est diplômé de l'Université Saint-Francis-Xavier.
Lors des élections fédérales du 27 novembre 2000, il est élu avec 55 % des voix député à la Chambre des communes de la circonscription de Bras d'Or—Cape Breton en tant que membre du Parti libéral du Canada. Le 13 janvier 2003, le premier ministre Jean Chrétien en fait son secrétaire parlementaire. Il conserve le poste jusqu'au 11 décembre 2003.
En 2004, lors des élections générales, sa circonscription ayant été abolie par un redécoupage électoral à la suite du recensement de 2001, il se présente dans la nouvelle circonscription de Cape Breton—Canso où il est réélu avec 53,26 % des voix. Il est réélu en 2006, 2008, 2011 et 2015. Il ne se représente pas en 2019.
Le 30 octobre 2020, il devient consul général du Canada à Boston aux États-Unis,. Il conserve ce poste jusqu'au 30 juin 2023.
Le 31 octobre 2023, il est nommé sénateur canadien sur l'avis du premier ministre Justin Trudeau.

## Vie privée
Rodger Cuzner est marié à Lynn Hopkins avec qui il a trois fils : Mitch, Scott et Brad.